# 莫拉·马洛里
莫拉·马洛里（挪威語：Molla Mallory，1884年3月6日—1959年11月22日），挪威、美国女子网球运动员。她曾代表挪威参加1912年和1924年夏季奥林匹克运动会网球比赛，其中1912年奥运会获得一枚铜牌。